# Русановский сельский совет (Липоводолинский район)
Русановский сельский совет (укр. Русанівська сільська рада) — входит в состав
Липоводолинского района
Сумской области
Украины.
Административный центр сельского совета находится в 
с. Русановка
.

## Населённые пункты совета
- с. Русановка

## Ликвидированные населённые пункты совета
- с. Рубаново